# Stomiopeltis callunae
Stomiopeltis callunae är en svampart som tillhör divisionen sporsäcksvampar, och som beskrevs av Birgitta Eriksson. Stomiopeltis callunae ingår i släktet Stomiopeltis, och familjen Micropeltidaceae. Arten är reproducerande i Sverige.